# Iain Cochrane, 15. Earl of Dundonald
Iain Alexander Douglas Blair Cochrane, 15. Earl of Dundonald (* 17. Februar 1961) ist ein britischer Peer und Politiker der Conservative Party.

## Leben und Karriere
Cochrane wurde im Februar 1961 als Sohn von Iain Cochrane, 14. Earl of Dundonald (1918–1986) und Aphra Farquhar Fetherstonhaugh († 1972) geboren. Er benutzt üblicherweise seinen mittleren Namen Douglas. Cochrane besuchte das Wellington College in Wellington, Berkshire und studierte am Royal Agricultural College in Cirencester. Er war Direktor von Duneth Securities Ltd. Er lebt in Beacon Hall in Benenden.

## Mitgliedschaft im House of Lords
Cochrane erbte beim Tod seines Vaters 1986 den Titel des Earl of Dundonald und den damals damit verbundenen Sitz im House of Lords. Laut Hansard meldete er sich dort niemals zu Wort.
Während der Sitzungsperiode 1997/1998 war er an 97 Tagen anwesend. Durch den House of Lords Act 1999 verlor er seinen Sitz. Für einen der verbleibenden Sitze trat er nicht an. Im Register of Hereditary Peers, die für eine Nachwahl zur Verfügung stehen, ist er verzeichnet.

## Familie
Cochrane hat zwei Söhne und eine Tochter:
- Archie Ian Thomas Blair Cochrane, Lord Cochrane (* 14. März 1991)[1]
- Lady Marina Aphra Mariola Cochrane (* 1992)[1]
- Hon. James Douglas Richard Cochrane (* 10. Mai 1995)[1]